# نوالة
 النوالة  كوخ صغير من ورق الاشجار. يضرب المثل بها في قولهم ‍ظريف الجبالة جاء يشعل القنديل وحرق النوالة. وهناك ما يدعى بعيد النوالة عند اليهود، أي عيد الأكواخ.